# CZ Возничего
CZ Возничего (лат. CZ Aurigae) — одиночная переменная звезда в созвездии Возничего на расстоянии (вычисленном из значения параллакса) приблизительно 3248 световых лет (около 996 парсеков) от Солнца. Видимая звёздная величина звезды — от +11,5m до +10,5m.

## Характеристики
CZ Возничего — красный гигант, пульсирующая медленная неправильная переменная звезда (LB) спектрального класса M4. Радиус — около 81,89 солнечных, светимость — около 1109,838 солнечных. Эффективная температура — около 3681 К.